# 伊藤正文 (建築家)
伊藤 正文（いとう まさぶみ、1896年3月23日 - 1980年12月3日）は、日本の建築家。旧制・大阪商科大学や大阪市立美術館などの作品で知られる。学位は、工学博士（早稲田大学・1939年）。

## 概要
大阪市建築課長として、学校施設・美術館などを多く手掛けた建築家。辰野片岡建築事務所を経て大阪市技師着任。退職後、大阪市立大学家政学部教授を務める。作品には、旧制・大阪商科大学昭和初期学者群、大阪市立美術館（実施設計監理）などがある。

## 経歴
千葉県出身。早稻田大學高等豫科理工科を経て、1917年に早稻田大學大學部理工科建築学科を得業（現在の早稲田大学創造理工学部建築学科を卒業）、学業優秀賞を受賞。大阪市技手を経て、1919年に片岡建築事務所入所。1924年に大阪市土木部建築課に入る。建築技師として大阪市の施設建設に当った。特に1934年の室戸台風では大阪市内にある木造校舎の多くが倒壊したため、RC造校舎での復興事業に従事した。後に学位論文「小学校校舎の衛生に関する研究」をまとめている。
業務の傍ら、本野精吾、上野伊三郎らと日本インターナショナル建築会を結成した（1927年 - 1933年）。
1939年、43歳で大阪市を退職し、自営（伊藤正文建築事務所）。この頃、早稲田大学、神戸高等工業学校で講師を務める。戦時中は奈良に疎開。戦後は建築設備研究所長などを経て、1949年4月から1959年3月まで大阪市立大学家政学部教授を務めた。

## 作品
- 大阪商科大学
- 大阪市立美術館（1936年）

1921年、建築設計競技で前田健二郎案が当選したが、実施されたデザインは大幅に異なる。当時の営繕課長・波江悌夫は「立体図案は伊藤正文氏の作である」と回想している。

## 著書
- 建築保健工学 第1部・第2部（工業図書、1938-39年）
- 国民学校（相模書房、1941年）
- 産業建築衛生（東洋書館、1944年）
- 学校建築小論（相模書房、1951年）

## 註釈
1. ↑  “伊藤正文 – 大阪文化財ナビ”. 2022年12月13日閲覧。
2. ↑  堀勇良『近代日本建築人名総覧』（中央公論新社、2021年）、『大衆人事録 第12版 近畿・中国・四国・九州篇』（1938年）, doi:10.11501/1207487。
3. ↑  伊藤正文「大阪市小學校復興計畫上の諸問題」『建築雑誌』第632号、日本建築学会、1937年11月、1377-1388頁、ISSN 00038555、NAID 110003781185。 (要購読契約)
4. ↑  堀勇良『近代日本建築人名総覧』、高杉酒造三郎『建築人国雑記』（日刊建設工業新聞社、1975年）p75。
5. ↑  児島大輔「大阪市立美術館の設計思想」（PDF）『大阪市立美術館紀要』第19号、2019年3月、NDLJP:11718863。